# Boostedt
Boostedt est une commune allemande du Schleswig-Holstein, située dans l'arrondissement de Segeberg (Kreis Segeberg), à huit kilomètres au sud de la ville de Neumünster. Boostedt est la commune la plus peuplée des six communes de l'Amt Boostedt-Rickling dont elle est le chef-lieu.